# Le Vent dans les saules (téléfilm, 1983)
Pour les articles homonymes, voir Le Vent dans les saules.
Pour plus de détails, voir Fiche technique et Distribution.
Le Vent dans les saules (The Wind in the Willows) est un téléfilm d'animation de Mark Hall et Chris Taylor, sorti en 1983, adaptée du roman Le Vent dans les saules de Kenneth Grahame. Par la suite le même studio a fait une série de 52 épisodes, au titre identique.

## Synopsis
Après avoir fait son nettoyage de printemps dans sa maison souterraine, Taupe va faire une promenade dans la campagne et arrive à une rivière où il rencontre Rat. 
Rat l'invite à faire un tour en barque conclus par un pique-nique. Taupe s'émerveille de la rivière et de ses habitants.
Alors que Rat avertit Taupe des habitants du "Bois Sauvage", le chef des belettes et son sbire leurs volent un pot de rillettes. Puis Rat et Taupe vont visiter le manoir de l'orgueilleux Crapaud. Celui-ci a acquis une caravane tsigane tiré par un cheval et les entrainent tous en voyage. Au détour d'un chemin, une automobile surgit et envoie la caravane dans un fossé. Par cette vision, Crapaud devient fou d'automobile et enchaine accidents sur catastrophes. 
Les deux amis s'inquiètent que Crapaud achète et brise les voitures en permanence. Rat annonce à Taupe qu'une seule personne peut raisonner Crapaud : Blaireau. Mais celui-ci réside dans le "Bois Sauvage". Profitant de la sieste de Rat, Taupe part rendre visite à Blaireau mais il se perd et est effrayé par les belettes qui rôdent autour de lui.
Rat se réveillant et lisant le mot qu'a laissé Taupe, s'affole.  Il prend quelques pistolets et un gourdin et va à la recherche de son ami. Après s'être retrouvés, ils se perdent à nouveau dans le "Bois Sauvage". Trouvant par hasard la porte de la demeure de Blaireau, ils tentent de trouver une solution pour raisonner Crapaud.
Blaireau, ami du père de Crapaud, décide l'aller sermonner le rejeton. Mais celui-ci, malgré les longs discours de Blaireau enfermé dans la bibliothèque du manoir, ne se laisse pas convaincre. Ses amis décident de l'assigner dans sa chambre mais l’incorrigible Crapaud joue toujours à l'automobiliste en reconstituant une auto avec des meubles. Crapaud, feignant d'être très malade, demande à Rat d'aller chercher un avocat. Crapaud profite de cette absence pour s'échapper, arrête un automobiliste et son épouse, leurs vole leur voiture, insulte un policier. Finalement, pendant que Rat et Taupe préparent noël dans l'ancienne demeure de Taupe, Crapaud est condamné et jeté en prison. Profitant de son absence les belettes veulent prendre possession du manoir, et bien que Blaireau se soit installé pour défendre la maison de son ami, ils arrivent à leurs fins.
La fille du geôlier tombe sous le charme de Crapaud et lui propose de s'échapper déguisé en blanchisseuse. Crapaud s'échappe, profite d'un train en partance et rejoint la maison de Rat. Ses amis lui annoncent que son manoir est squatté. Mais ils élaborent un plan pour chasser les intrus. 
La nuit suivante, les amis se faufilent à travers le tunnel secret et luttent contre les belettes. Après la victoire, Blaireau, Taupe et Rat profitent de la paix enfin retrouvé. Mais, un aéroplane les survolent avec comme pilote ... Crapaud.

## Fiche technique
- Titre : Le Vent dans les saules
- Titre original : The Wind in the Willows
- Réalisation : Mark Hall, Chris Taylor
- Scénario : Rosemary Anne Sisson, d'après le roman éponyme de Kenneth Grahame
- Producteur : Brian Cosgrove, Mark Hall, John Hambley
- Musique : Keith Hopwood, Malcolm Rowe
- Studio : Cosgrove Hall Films
- Distribution : Independent Television (ITV)
- Montage : John McManus
- Création des costumes : Nigel Cornford

## Distribution
- Richard Pearson : Taupe (Mole) (voix)
- Ian Carmichael : Rat (Rat) (voix)
- David Jason : Crapaud (Toad) (voix)
- Michael Hordern : Blaireau (Badger) (voix)
- Beryl Reid : La juge (voix)
- Jonathan Cecil : (voix)
- Edward Kelsey : (voix)
- Una Stubbs : la fille du gardien de prison (voix)
- Brian Trueman : (voix)
- Alan Bardsley : (voix)